# 茶店镇 (林州市)
茶店镇，是中华人民共和国河南省安陽市林州市下辖的一个乡镇级行政单位。

## 地理
茶店位于林州市南32公里处，辖区总面积94.03平方公里，北与原康镇、桂林镇接壤，西与辉县市毗邻，东、南与临淇镇襟连，省道东南公路贯穿南北，交通条件便利，区位优势明显。

## 历史
2014年2月，经省人民政府批准，同意安阳林州市茶店乡撤乡建镇，实行镇管村体制，所辖行政区域和政府驻地不变。

## 行政区划
茶店镇下辖以下地区：
庙郊村、郝家窑村、元家口村、好地掌村、张大郊村、后子岗村、李家庄村、茶店村、磊城村、八里沟村、翟二井村、小坡村、大峪村、小碾村、路家庄村、西峪村、红星村、北马沟村、仙掌村、贝村、辛店村、胡家沟村和山拐头村。

## 经济
近年来，该镇紧紧围绕“建设科学发展和谐茶店”总体目标，凝心聚力，真抓实干，经济社会各项事业发展取得显著成绩。实现地区生产总值12.8亿元，同比 增长19%；工业增加值完成6.6亿元，增长20%；固定资产投资完成5.8亿元，增长5%。